# Ostende-Manifest
Das Ostende-Manifest (englisch Ostend Manifesto) ist eine Deklaration, die im Jahr 1854 in der belgischen Stadt Ostende formuliert wurde, und die von den Vereinigten Staaten an England und Frankreich gerichtet war. In dem Dokument wurde erklärt, dass die Vereinigten Staaten berechtigt seien, sich der Insel Kuba zu bemächtigen, falls Spanien sie nicht an die Vereinigten Staaten verkaufen würde. Unterzeichnet wurde die Deklaration in Aachen, das damals zu Preußen gehörte.
Das Manifest, das nicht von der Regierung Franklin Pierce abgesegnet worden war, wurde, nachdem der Text vorzeitig bekannt geworden war, dementiert. Trotzdem fielen die innen- und außenpolitischen Reaktionen außerordentlich negativ aus.

## Vorgeschichte
Auf Veranlassung des amerikanischen Außenministers William L. Marcy trafen sich im Jahr 1854 die drei amerikanischen Diplomaten Pierre Soulé, Botschafter in Spanien, James Buchanan, Botschafter in Großbritannien und John Y. Mason, Botschafter in Frankreich, in Ostende, um die Möglichkeiten zu sondieren, Kuba dem Königreich Spanien abzukaufen. Als Kaufpreis wurden 120 Millionen Dollar vorgeschlagen. Falls Spanien das Angebot ablehnte, sollte auf Wunsch der Süddemokraten Gewalt angedroht werden.
Expansionspolitik war damals eine führende Kraft in der US-amerikanischen Politik. Manche Amerikaner wollten Kuba kaufen, um die Sklaverei ausweiten zu können. Der Vorschlag wurde kontrovers diskutiert, viele US-Kongress-Vertreter der Nordstaaten standen dagegen. Im Jahr 1898 wurde der Spanisch-Amerikanische Krieg geführt, um Kuba von der spanischen Kolonialherrschaft zu befreien. Die Insel war nicht formal als Bundesstaat der Vereinigten Staaten integriert, aber die Regierung wurde bis 1959 von der US-Regierung indirekt kontrolliert.